# Vincent Mangano
Pour les articles homonymes, voir Mangano.
Vincenzo Giovanni Mangano, francisé en Vincent Mangano, surnommé The Executioner (le Bourreau) (né le 28 mars 1888 à Palerme, en Sicile et mort le 19 avril 1951 à New York) est un criminel italien, qui fut  parrain de la Cosa Nostra américaine et, de 1931 à 1951, le capo de la Famille Mangano, l'une des Cinq familles mafieuses de New York, qui allait, par la suite, devenir la Famille Gambino.
Avec son frère Filippo Phil Mangano comme bras droit, il fut aux commandes pendant vingt ans et contribua à l'essor de la famille Gambino. Ils étaient tous deux les poulains de Giuseppe Battista Balsamo.
L'acteur américain Kevin Pollak a une ressemblance physique marquée avec Vincent Mangano.[réf. nécessaire]

## Biographie
La plupart des revenus de la famille provenaient de la gestion des quais du port de New-York. Chaque compagnie devait payer un tribut pour chaque chargement ou déchargement. De la même manière, les dockers, pour travailler sur les quais, devaient payer une taxe à la mafia. De cette manière la Famille Mangano au sein de laquelle Carlo Gambino était très au courant des marchandises présente dans les docks. Ses membres pouvaient choisir ce qu'ils allaient voler.
Mangano et Camarda ouvrirent le City Democratic Club, qui assurait la promotion des valeurs américaines en façade, mais qui permettait de créer une couverture pour leurs activités illégales. C'était un lieu de réunion habituel pour la Murder Incorporated.
Vincent Mangano et son frère Filippo furent tués en 1951, sur l'ordre d'Albert Anastasia.